# 별똥만발
별똥만발(Meteor outburst)은 유성의 빈도가 폭발적으로 높은 유성우를 말한다.
태양계에는 여러 혜성들에 의해 생긴 유성체 흐름들이 존재한다. 그 유성체 흐름을 지구가 관통하면 유성이 갑자기 늘어났다가 줄어드는 현상이 생긴다. 거꾸로 말하면, 유성의 개수가 급격히 늘어났다가 줄어드는 것을 관찰하면 유성체 흐름의 존재를 알아낼 수 있다. 그런데 해마다 되풀이 되는 유성우 이외에도, 혜성에서 떨어져 나온 지 얼마 되지 않은 신선한 유성체 흐름을 지구가 관통해 지나가는 경우에 갑자기 수많은 유성이 소나기처럼 쏟아지는 현상이 일어나기도 한다. 이러한 현상을 보통 유성 폭풍(meteor storm), 유성-블리자드(meteor blizzard) 등으로 부른다. 이러한 현상은 매우 인상적이라서 옛날 사람들도 역사 기록에 이러한 관측 기록을 남겼다. 이러한 역사 자료를 수집하여 영국의 존 메이슨(John Mason)은 유성이 시간당 1천개 이상 나타났다는 근대 관측 기록이나, 또는 "별이 비처럼 쏟아졌다.", "셀 수 없이 많은 별들이 지나갔다.", "셀 수 없이 많은 크고 작은 별들이 나타났다." 등으로 기록된 고대 및 중세의 기록은 유성 폭풍(meteor storm)으로 분류하였다. 또한 시간당 150개 이상 나타났다는 근대 관측 기록이나, "100개 이상의 작은 유성이 흘러갔다.", "유성들이 새벽에 나타났다.", "유성들이 간헐적으로 나타났다." 등으로 표현된 고대와 중세의 기록을 뚜렷한 유성우(outstanding shower)로 분류하였다.
유성 폭풍, 뚜렷한 유성우, 유성우 등의 용어는 단위 시간당 몇 개의 유성이 나타나느냐에 중점을 둔 것이지만, 이러한 현상들은 원리상 같은 현상이며, 또한 유성우의 활동성이 유성체의 분포를 나타내는 유일한 정보는 아니다. 따라서 학문적으로 정확한 용어라고 볼 수 없으므로, 피터 제니스켄스(Peter Jenniskens)는 이러한 현상을 뭉뚱그려서 별똥만발(meteor burst)이라는 용어로 부르기 시작했다.